# Revelación (película)
Revelación es una película española de drama estrenada en 1948, escrita y dirigida por Antonio de Obregón.

## Sinopsis
José Luis, un joven argentino, descubre que su padre fue acusado años antes del asesinato de su tío y de su ama de llaves.

## Reparto
- Fernando Aguirre
- Manena Algora
- Rafael Bardem
- Anita Bass
- Julia Caba Alba
- Alfonso Candel
- Antoñita Colomé
- Társila Criado
- Rafael Durán
- Félix Fernández
- Juanita Mansó
- Trini Montero
- Matilde Muñoz Sampedro
- Francisco Rabal
- Enrique Raymat
- Santiago Rivero
- Alicia Romay